# Crypteffigies albilarvatus
Crypteffigies albilarvatus är en stekelart som först beskrevs av Johann Ludwig Christian Gravenhorst 1820.  Crypteffigies albilarvatus ingår i släktet Crypteffigies och familjen brokparasitsteklar. Arten är reproducerande i Sverige. Inga underarter finns listade i Catalogue of Life.